# Christopher Henry Toohey
Christopher Henry Toohey (Balmain, 19 aprile 1952) è un vescovo cattolico australiano, dal 9 giugno 2009 vescovo emerito di Wilcannia-Forbes.

## Biografia
Monsignor Christopher Henry Toohey è nato a Balmain il 19 aprile 1952.

### Formazione e ministero sacerdotale
È stato educato alla Christian Brothers Lewisham di Sydney che in seguito ha lasciato per lavorare. Ha terminato la scuola secondaria come privatista.
Ha compiuto gli studi per il sacerdozio nel seminario "San Patrizio" di Manly, Sydney. Ha prestato servizio come diacono in seminario e nella parrocchia di Merrylands, a ovest di Sydney.
Il 21 agosto 1982 è stato ordinato presbitero per l'arcidiocesi di Sydney dal cardinale James Darcy Freeman. In seguito è stato vicario coadiutore delle parrocchie di Cabramatta dal 1982 al 1986, di Revesby dal 1986 al 1989 e di Lane Cove dal 1989 al 1990. È stato quindi inviato a Roma per studi. Nel 1992 ha conseguito la licenza in teologia presso la Pontificia Università Gregoriana. In seguito è stato vicario coadiutore della parrocchia di Penshurst dal 1992 al 1995 e direttore del centro per l'educazione degli adulti dell'arcidiocesi di Sydney dal 1995 alla nomina episcopale.
Nel 1997 ha ricevuto l'incarico di preparare le celebrazioni per il giubileo del 2000 in diocesi. Ha viaggiato in molte comunità parrocchiali e scolastiche parlando del Giubileo, di cosa si trattava e di come prepararsi per questo evento.

### Ministero episcopale
Il 9 luglio 2001 papa Giovanni Paolo II lo ha nominato vescovo di Wilcannia-Forbes. Ha ricevuto l'ordinazione episcopale il 30 agosto successivo dall'arcivescovo metropolita di Sydney George Pell, coconsacranti il cardinale Edward Bede Clancy, arcivescovo emerito di Sydney, e il vescovo emerito di Wilcannia-Forbes Douglas Joseph Warren.
Il 23 aprile 2009 monsignor Toohey ha inviato un fax ai sacerdoti della sua diocesi dove affermava che aveva "accettato un forte consiglio e deciso di prendersi un congedo prolungato". Ha anche detto: "Sono davvero dispiaciuto per il cattivo tempismo ma è qualcosa che devo fare". Non sono seguite ulteriori spiegazioni.
Il 9 giugno 2009 papa Benedetto XVI ha accettato la sua rinuncia al governo pastorale della diocesi. Il giorno successivo il Sydney Morning Herald ha riferito che secondo una portavoce dell'arcidiocesi di Sydney il vescovo Toohey si era dimesso "per motivi di salute e personali ed è attualmente in congedo". Lo stesso giorno l'Australian ha riferito che il segretario della Conferenza dei vescovi cattolici australiani, Brian Lucas, non avrebbe fornito alcuna ragione della partenza del vescovo Toohey, ma che "dovrebbe essere chiaro che continuerà a fare il prete".
Il 28 aprile 2011, tramite un comunicato diffuso da Brian Lucas, segretario della Conferenza dei vescovi cattolici australiani, monsignor Toohey ha detto: "Ho avuto il tempo di riflettere sulla mia vita. Il mio comportamento nel contesto delle relazioni con alcuni giovani adulti sotto la mia cura pastorale durante i primi anni del mio ministero non è stato coerente con quello richiesto a una brava persona. Mi dispiace sinceramente per il danno che ho causato a queste persone e alle loro famiglie. Alla luce di queste riflessioni non tornerò a nessun ministero attivo nella Chiesa". Non ha reso ulteriori dichiarazioni per rispetto della privacy di tutti gli interessati. Padre Lucas ha affermato di aver compreso che la dichiarazione era il risultato di negoziati con una donna rimasta anonima.

## Genealogia episcopale
La genealogia episcopale è:
- Cardinale Scipione Rebiba
- Cardinale Giulio Antonio Santori
- Cardinale Girolamo Bernerio, O.P.
- Arcivescovo Galeazzo Sanvitale
- Cardinale Ludovico Ludovisi
- Cardinale Luigi Caetani
- Cardinale Ulderico Carpegna
- Cardinale Paluzzo Paluzzi Altieri degli Albertoni
- Papa Benedetto XIII
- Papa Benedetto XIV
- Papa Clemente XIII
- Cardinale Marcantonio Colonna
- Cardinale Giacinto Sigismondo Gerdil, B.
- Cardinale Giulio Maria della Somaglia
- Cardinale Carlo Odescalchi, S.I.
- Cardinale Costantino Patrizi Naro
- Cardinale Lucido Maria Parocchi
- Cardinale Pietro Respighi
- Cardinale Pietro La Fontaine
- Cardinale Celso Benigno Luigi Costantini
- Cardinale James Robert Knox
- Arcivescovo Thomas Francis Little
- Cardinale George Pell
- Vescovo Christopher Henry Toohey